# 保罗·利奇
保罗·利奇（英語：Paul Leitch，1963年4月19日—），新西兰男子自行车运动员，主攻公路自行车。他曾代表新西兰参加1986年和1994年英联邦运动会自行车比赛，获得一枚银牌和一枚铜牌。